# Claudia Giordani
Claudia Giordani (* 27. Oktober 1955 in Mailand) ist eine ehemalige italienische Skirennläuferin. Die 14-fache italienische Meisterin gewann drei Weltcuprennen und die Silbermedaille im Slalom bei den Olympischen Winterspielen 1976.

## Biografie
Giordani gehörte in den 1970er Jahren zu den besten italienischen Slalom- und Riesenslalomläuferinnen. Sie wurde bei den Junioreneuropameisterschaften 1973 in Ruhpolding Erste im Riesenslalom und Dritte im Slalom. Zwei Wochen später gewann sie mit einem fünften Platz in der Abfahrt von St. Moritz ihre ersten Punkte im Weltcup. Während der nächsten acht Jahre feierte sie in Slalom und Riesenslalom 3 Weltcupsiege und erreichte insgesamt 17-mal das Podest. In Abfahrt und Kombination erreichte sie jeweils einen vierten Platz als bestes Resultat. In der Slalomwertung platzierte sie sich in sechs Saisonen unter den besten zehn, 1976/77 wurde sie Dritte. Im Gesamtweltcup erreichte sie zweimal den achten Platz. In den vor Saisonbeginn stattfindenden World Series of Skiing, die nur zum Nationencup zählten, siegte sie in Bormio am 2. Dezember 1976 im Riesenslalom, beim Parallelslalom in St. Moritz am 4. Dezember 1976 wurde sie Zweite.
Den größten Erfolg ihrer Karriere feierte Giordani bei den Olympischen Spielen 1976 in Innsbruck, als sie im Slalom hinter der Deutschen Rosi Mittermaier die Silbermedaille gewann, welche zugleich auch als Weltmeisterschaftsmedaille zählte. Vier Jahre später fuhr sie in Lake Placid auf Platz fünf. Bei Weltmeisterschaften belegte sie 1974 den fünften und 1978 den achten Platz im Slalom. Von 1973 bis 1980 gewann Giordani insgesamt 14 italienische Meistertitel in allen Disziplinen.

## Erfolge

### Olympische Winterspiele
- Innsbruck 1976: 2. Slalom, 13. Riesenslalom
- Lake Placid 1980: 5. Slalom, 10. Riesenslalom

### Weltmeisterschaften
- St. Moritz 1974: 5. Slalom
- Innsbruck 1976: 2. Slalom, 13. Riesenslalom
- Garmisch-Partenkirchen 1978: 8. Slalom, 16. Riesenslalom
- Lake Placid 1980: 5. Slalom, 10. Riesenslalom

### Weltcup
- 3. Platz im Slalomweltcup 1976/77
- 5. Platz im Slalomweltcup 1975/76, 1978/79 und 1979/80
- Insgesamt 17 Podestplätze, davon 3 Siege:

| Datum           | Ort                  | Land        | Disziplin    |
| --------------- | -------------------- | ----------- | ------------ |
| 9. Januar 1974  | Les Gets             | Frankreich  | Riesenslalom |
| 1. Februar 1977 | Maribor              | Jugoslawien | Slalom       |
| 11. März 1980   | Saalbach-Hinterglemm | Österreich  | Slalom       |

### Junioreneuropameisterschaften
- Ruhpolding 1973: 1. Riesenslalom, 3. Slalom

### Italienische Meisterschaften
Claudia Giordani gewann insgesamt 14 italienische Meistertitel:
- Slalom (5): 1973, 1976, 1977, 1978, 1979
- Riesenslalom (6): 1973, 1974, 1976, 1978, 1979, 1980
- Abfahrt (1): 1974
- Kombination (2): 1973, 1976